# K.A.B.O.S.H.
K.A.B.O.S.H. とは、アメリカ合衆国のラップ・ロックバンドである。ヴォーカルをホラーコアラッパーのテック・ナインとクリッズ・カリコーが担当し、ライヴバンドの"Dirty Wormz"が演奏を担当している。バンド名は、「Killing America's Beliefs On Society's Hoods」の頭文字をとったもの。アルバム『Amafrican Psycho』を制作中。

## 現在のメンバー
- テック・ナイン
- クリッズ・カリコー

## ディスコグラフィー

### アルバム
- Amafrican Psycho (発売日未定)